# Claveria (Cagayan)
Claveria è una municipalità di quarta classe delle Filippine, situata nella Provincia di Cagayan, nella Regione della Valle di Cagayan.
Claveria è formata da 41 baranggay:
- Alimoan
- Bacsay Cataraoan Norte
- Bacsay Cataraoan Sur
- Bacsay Mapulapula
- Bilibigao
- Buenavista
- Cadcadir East
- Cadcadir West
- Camalaggoan/D Leaño
- Capanikian
- Centro I (Pob.)
- Centro II (Pob.)
- Centro III
- Centro IV (Nangasangan)
- Centro V (Mina)
- Centro VI (Minanga)
- Centro VII (Malasin East)
- Centro VIII (Malasin West)
- Culao
- Dibalio
- Kilkiling

- Lablabig
- Luzon
- Mabnang
- Magdalena
- Malilitao
- Nagsabaran
- Pata East
- Pata West
- Pinas
- San Antonio (Sayad/Bimekel)
- San Isidro
- San Vicente
- Santa Maria (Surngot)
- Santiago
- Santo Niño (Barbarnis)
- Santo Tomas
- Tabbugan
- Taggat Norte
- Taggat Sur
- Union